# Dan Seagrave
Daniel „Dan“ Seagrave (* 1971) ist ein britischer Künstler, der seit den späten 80er-Jahren vor allem für seine Gemälde bekannt wurde, die vielen Bands aus den Genres Death- und Thrash Metal als Albencover dienten.

## Biografie
Seagrave wuchs in der Umgebung von Nottingham auf, deren Natur und Landschaft er ebenso wie die Werke von M. C. Escher, John Martin und William Turner als Inspiration bei seinen Anfängen als Maler bezeichnet. Die erste Veröffentlichung, für welche er das Covermotiv beisteuerte, war eine Split zwischen den Bands Lawnmower Deth und Metal Duck für das britische Label RKT. In der Folge war er auch für die Covermotive weiterer Veröffentlichungen dieses Labels verantwortlich, so zum Beispiel für Warfares Livealbum Deathcharge. Als sein erstes richtiges Death-Metal-Cover bezeichnet er das für Morbid Angels Altars of Madness. Diesem folgten Anfang der 90er-Jahre weitere Arbeiten für Bands der Labels Earache Records, Nuclear Blast und Roadrunner Records. Seagrave bezeichnete das in diesem Zeitraum entstandene Gemälde für das Album Testimony of the Ancients der niederländischen Death-Metal-Band Pestilence als sein bestes Cover. In den darauffolgenden Jahren trat er, einhergehend mit einem Popularitätsverlust des Death-Metal, seltener als Coverzeichner in Erscheinung und widmete sich hauptsächlich seiner durch eine Hintergrundgeschichte verbundenen Gemäldeserie namens Temple. Mit Beginn der 2000er-Jahre erschienen wieder häufiger Musikalben mit Gemälden Seagraves. Darunter waren sowohl Alben von Bands, für die er bereits mehr als zehn Jahre zuvor gearbeitet hatte (z. B. Dismember, Morbid Angel, Resurrection, Suffocation), als auch solche deutlich jüngerer Bands wie etwa Becoming the Archetype und Warbringer. Während seine älteren Bilder ausschließlich unter Einsatz von Gouache entstanden, verwendet Seagrave heute hauptsächlich Acrylfarbe.

## Albencover (Auswahl)

### RKT
- Lawnmower Deth / Metal Duck: Mower Liberation Front / Quack ‘em All (1989)
- Warfare: Deathcharge (1991)

### Earache Records
- Entombed: Left Hand Path (1990), Clandestine (1991)
- Morbid Angel: Altars of Madness (1989), Gateways to Annihilation (2000)
- Nocturnus: The Key (1990)
- Vader: The Ultimate Incantation (1993)

### Nuclear Blast
- Benediction: Transcend the Rubicon (1993)
- Decrepit Birth: Polarity (2010)
- Dismember: Like an Everflowing Stream (1991)
- Hypocrisy: Penetralia (1992)
- Monstrosity: Imperial Doom (1992)
- Resurrection: Embalmed Existence (1993)

### Roadrunner Records
- Gorguts: Considered Dead (1991), The Erosion of Sanity (1993)
- Malevolent Creation: The Ten Commandments (1991), Retribution (1992), Stillborn (1993)
- Pestilence: Testimony of the Ancients (1991), Spheres (1993), Mind Reflections (1994)
- Suffocation: Effigy of the Forgotten (1991), Breeding the Spawn (1993)

### Diverse
- Becoming the Archetype: Terminate Damnation (2005), Celestial Completion (2011)
- Decrepit Birth: …And Time Begins (2003), Diminishing Between Worlds (2008)
- Dismember: Where Ironcrosses Grow (2004), The God That Never Was (2006)
- Edge of Sanity: The Spectral Sorrows (1993)
- Evocation: Tales from the Tomb (2007)
- Landmine Marathon: Sovereign Descent (2010)
- Requiem: Infiltrate… Obliterate… Dominate… (2009), Within Darkened Disorder (2011)
- Resurrection: Mistaken for Dead (2008)
- Suffocation: Souls to Deny (2004)
- Warbringer: Waking into Nightmares (2009), Worlds Torn Asunder (2011)

## Werke
- John Grant, Ron Tiner: The Encyclopedia of Fantasy and Science Fiction Art Techniques. Running Press 1996, ISBN 978-1-56138-534-8 (enthält fünf Werke Seagraves).